# Crepis sinensis
Crepis sinensis is een mosdiertjessoort uit de familie van de Calloporidae. De wetenschappelijke naam van de soort is voor het eerst geldig gepubliceerd in 2011 door Reverter-Gil, Souto & Fernández-Pulpeiro.